# Aspidochirotida

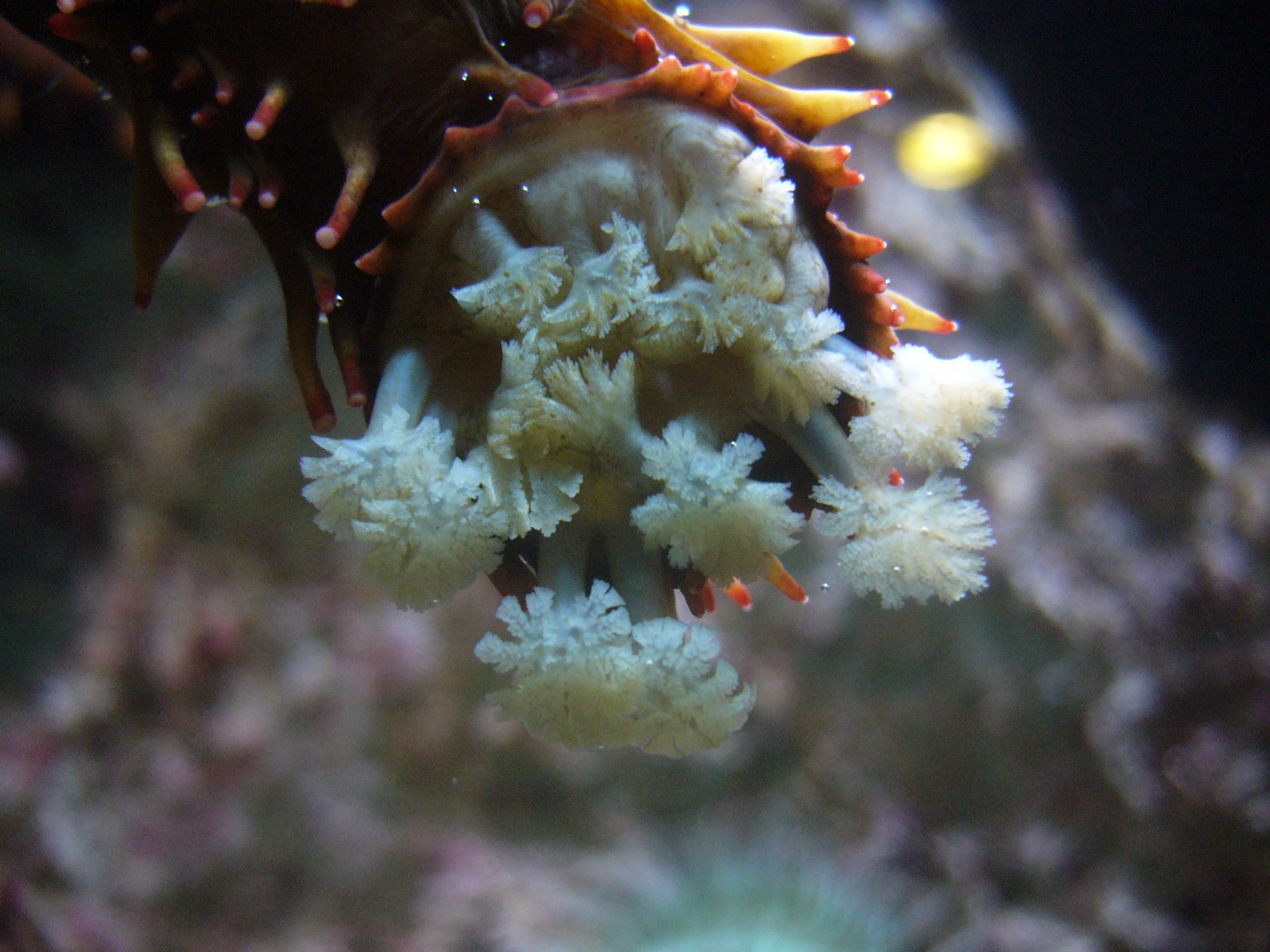
Mundtentakel

Die Aspidochirotida sind eine Ordnung der Seegurken. Die Tiere leben weltweit in allen Ozeanen.

## Merkmale
Die Aspidochirotida haben einen wurst- oder walzenförmigen Körper, der auch stark abgeplattet sein kann. Ihre Haut ist sehr dick. Sie haben 10 bis 30 unverzweigte Mundtentakel, deren Enden mit kleinen, mit Fortsätzen bestückten Scheiben versehen sind. Im deutschen werden sie deshalb auch Schildtentakel-Seewalzen genannt. Sie sind Detritusfresser, die Sand aufnehmen die organischen Bestandteilen des Bodengrundes verdauen. Es gibt Arten mit und ohne Kriechsohle. Wasserlungen sind stets, Cuviersche Schläuche nur bei der Familie Holothuriidae vorhanden. Die in Korallenriffen lebenden Arten sind oft sehr bunt, auf Schlamm- oder Sandböden lebende Arten eher schwärzlich gefärbt.

## Systematik
In der Ordnung gibt es drei Familien, 35 Gattungen und 340 Arten. Hier sind nur die Arten aufgeführt die bisher in der Wikipedia beschrieben werden.
- Ordnung Aspidochirotida
  - Familie Holothuriidae
    - Gestrichelte Seegurke (Bohadschia graeffei)
    - Marmorierte Seegurke (Bohadschia marmorata)
    - Forskals Seewalze (Holothuria forskali)
    - Weißgefleckte Seegurke (Holothuria leucospilota)
    - Weißspitzen-Seegurke (Holothuria poli)
    - Röhrenseegurke (Holothuria tubulosa)

  - Familie Stichopodidae
    - Variable Seegurke (Isostichopus badionotus)
    - Grüne Zahnrad-Seewalze (Stichopus chloronotus)
    - Königsseegurke (Stichopus regalis)
    - Ananas-Seewalze (Thelenota ananas)

  - Familie Synallactidae